# Adolf K. Placzek
Adolf Kurt Placzek (geboren 9. März 1913 in Wien, Österreich-Ungarn; gestorben 19. März 2000 in New York City) war ein austroamerikanischer Bibliothekar und Architekturhistoriker.

## Leben

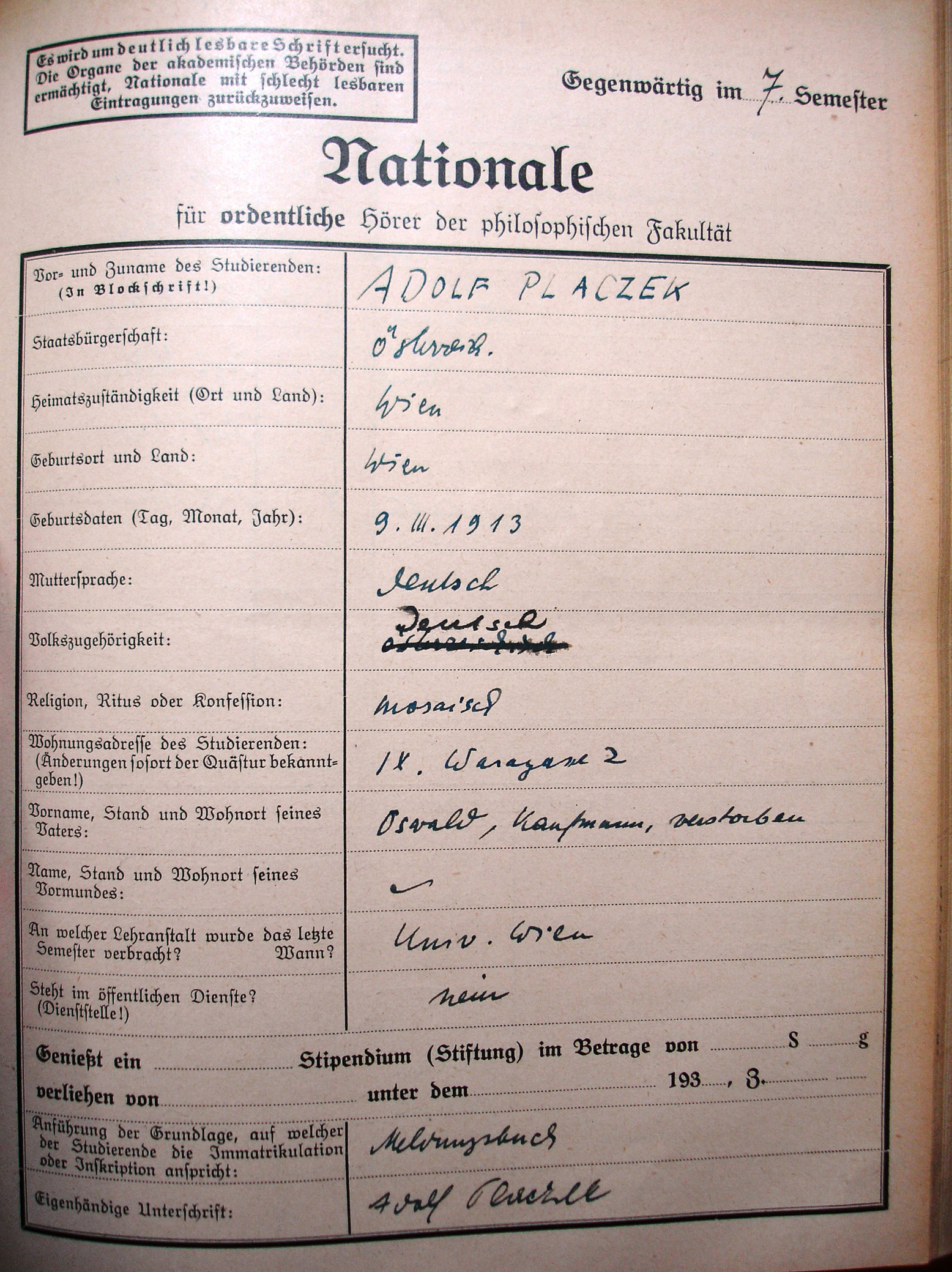
Adolf Placzek, Nationale, Universität Wien (1937)

Adolf Placzek war ein Sohn des Oswald Placzek und der Pauline Selinko. Er nahm 1931 ein Medizinstudium an der Universität Wien auf und wechselte 1934 zur Kunstgeschichte. Das Studium hatte er noch nicht abgeschlossen, als im März 1938 mit dem Anschluss Österreichs den Juden das weitere Studium verboten wurde. Placzek gelang 1939 die Flucht nach England und 1940 in die USA, wo er eine Bibliothekarsausbildung an der Columbia University erhielt, die er mit einem Bachelor-Examen abschloss. Er erhielt 1943 die US-amerikanische Staatsbürgerschaft und war von 1943 bis 1946 Soldat in der US Army.
Placzek wurde 1949 Assistant Librarian an der Avery Architecture Library der Columbia University und 1960 Bibliothekar und später Leiter dieser Fachbibliothek. Seit 1970 war er Adjunct Professor für Architektur an der Columbia University. Placzek war Präsident der Society of Architectural Historians.
Er heiratete 1948 die Britin Joyce Maxtone Graham (1901–1953), geschiedene Joyce Anstruther, die drei Kinder in die Ehe brachte. Sie trug den Künstlernamen Jan Struther und schrieb 1940 den Roman Mrs. Miniver, der 1942 von William Wyler verfilmt wurde. Ihr Neffe war der Autor von Seefahrtsbüchern John Maxtone-Graham. Jan Struther starb 1953 an Krebs, und Placzek heiratete 1957 Laura Beverley Robinson.
Placzek ging 1980 in den Ruhestand und war danach Herausgeber der vierbändigen Macmillan Encyclopedia of Architects, die 1982 herauskam und die Biografien von mehr als 2000 Architekten umfasst. 1986 war er Mitautor der ersten fünf Bände der Bücherreihe The Buildings of the United States bei Oxford University Press.
Placzek war Mitglied der Denkmalschutzorganisation New York City Landmarks Preservation Commission. Mit 86 Jahren veröffentlichte Placzek 1999 das erste von zwei autobiografischen Büchern über sein Leben in Wien vor der Flucht.

## Schriften (Auswahl)
- (Hrsg.): Macmillan Encyclopedia of Architects. New York : Free Press, 1982 ISBN 0-02-925000-5
- Andrea Palladio. The four books of architecture. Ausgabe von Isaac Ware 1738. Einführung Adolf K. Placzek. New York: Dover Publications, 1965 ISBN 0-486-21308-0
- Jan Vredeman de Vries: Perspective. Ausgabe 1604. Einführung Adolf K. Placzek. New York, NY: Dover, 1968 ISBN 0-486-20186-4
- mit Angela Giral: Avery’s Choice: Five Centuries of Great Architectural Books; One Hundred Years of an Architectural Library, 1890–1990. G. H. Hall, 1997
- Traumfahrt mit der Familie. Frankfurt am Main : Jüdischer Verlag, 1999 ISBN 978-3-633-54158-4
- Wiener Gespenster. Wien : Zsolnay, 2000 ISBN 978-3-552-04965-9
- mit Ernst Philipp (Hrsg.): Cousins in exile : an anthology ; poems. Einführung Margaret C. Ives. Lancester : Univ., Dep. of European Languages and Cultures, 2004 ISBN 1-86220-161-7